# Seminário Teológico Unido

O Seminário Teológico Unido (em inglês: “United Theological Seminary”) é um seminário filiado à Igreja Metodista Unida localizado em Trotwood, Ohio, Estados Unidos, na região metropolitana de Dayton. Fundado em 1871 por Milton Wright (pai dos Irmãos Wright), foi inicialmente patrocinado pela Igreja dos Irmãos Unidos em Cristo.
Em 1946, membros da Igreja dos Irmãos Unidos em Cristo se uniram à Associação Evangélica para formar a Igreja Evangélica dos Irmãos Unidos, com a qual o seminário tornou-se afiliado. Quando a nova denominação se fundiu com a Igreja Metodista em 1968, o seminário tornou-se um dos treze seminários afiliados da Igreja Metodista Unida.
Embora o seminário seja afiliado à denominação Metodista Unida, os alunos provêm de várias denominações e são ordenados por uma ampla gama delas após se formarem.

## História
Em 1869, a Conferência Geral da Igreja dos Irmãos Unidos em Cristo decidiu por criar e financiar um seminário. A proposta foi sugerido por Milton Wright, que mais tarde se juntou ao seminário como presidente do primeiro comitê executivo e que deu nome ao seminário. A editora da denominação já estava localizada em Dayton, o que fazia da cidade um local ideal para o seminário. A escola começou como Union Biblical Seminary em Dayton em 1871, possuindo dois professores em tempo integral. Em 1873, o seminário começou a aceitar mulheres. A primeira classe de graduação se formou em 1874, enquanto a primeira mulher completou seus estudos em 1883. No início, um importante colaborador financeiro da escola foi a família Rike, a mesma que fundou e administrou a Rike-Kumler Company. A escola mudou seu nome para Bonebrake Seminary em 1909 para homenagear Mary e John Bonebrake, que doaram 3.840 acres de terra no estado do Kansas, em um esforço para aumentar as rendas do seminário. Depois de vendida, a terra equivaleu a um presente de quase USD $ 100.000 (cem mil dólares). Devido à crescente popularidade do seminário e ao aumento de matrículas, a diretoria já procurava expandir o campus. Em 1911, o seminário, que anteriormente consistia em apenas um edifício, conseguiu comprar um novo terreno de 274 acres, localizado cerca de dois quilômetros e meio do antigo prédio. No entanto, a escola não construiu nenhuma instalação nova até 1920. Eventualmente, a escola construiu três edifícios no terreno, com o projeto do novo campus sendo feito pelos aclamados Irmãos Olmsted, os mesmos que também ajudaram a projetar dezenas de outros parques nacionais, campus universitários e marcos em todo o mundo, como o Parque Nacional de Yosemite, o Jefferson Memorial e a Biltmore Estate e cujo pai, Frederick Law Olmsted, projetou o Central Park. A escola conseguiu contratar os Irmãos Olmsted devido a uma contribuição significativa de John Henry Patterson, o fundador da NCR. Os três prédios foram concluídos em 1923, na mesma época em que o seminário vendeu seu antigo terreno. O imóvel foi comprado pela Escola Evangélica de Teologia, anteriormente localizada em Reading, Pensilvânia.

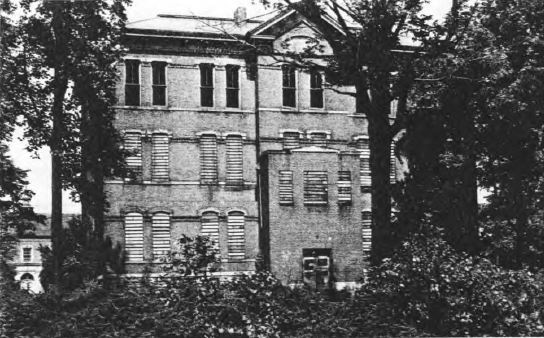
Local do Projeto Dayton no Seminário Bonebrake, chamado Unidade III, em Setembro de 1943

Em 1943, o governo dos Estados Unidos estabeleceu no seminário um local de testes super secreto do Projeto Dayton. O Projeto Dayton fazia parte do Projeto Manhattan, ainda mais amplo. O Projeto consistia em pesquisa e desenvolvimento em prol da construção das primeiras bombas atômicas. No seminário foram realizadas pesquisas sobre o polônio e a sua produção. O polônio ali produzido foi utilizado em uma fonte de nêutrons de polônio e berílio cujo propósito era inflamar a bomba que seria lançada em Nagasaki, Japão, em 9 de agosto de 1945.
Depois de muitos anos de planejamento, a Igreja dos Irmãos Unidos em Cristo se uniu com a Associação Evangélica, formando uma nova denominação que se chamaria Igreja Evangélica dos Irmãos Unidos, com a qual o seminário tornou-se afiliado. Com a fusão que originou a Igreja Evangélica dos Irmãos Unidos, as duas denominações trabalharam para fundir seus seminários. Em 1954, o Seminário Teológico Unido foi formado então pela união do Seminário Bonebrake (o antigo Seminário dos Irmãos Unidos) com a Escola Evangélica de Teologia (o antigo Seminário da Igreja Evangélica, localizado em Reading, Pensilvânia). Quatro dos professores da Escola Evangélica de Teologia migraram para o novo seminário. Uma biblioteca nova foi construída em 1952 e um novo dormitório foi terminado em 1957, enquanto em 1961 conclui-se um novo local de cultos. Em 1968, a Igreja Evangélica dos Irmãos Unidos e a Igreja Metodista se uniram para se tornar a atual Igreja Metodista Unida. O Seminário Teológico Unido foi igualmente fundido, tornando-se um dos treze seminários afiliados à nova denominação.
O seminário começou a oferecer diplomas de Doutor em Ministério pela primeira vez em 1971, com os primeiros alunos recebendo graduação em doutorado em 1973.
A escola estabeleceu o Centro de Comunicação em 1973, com uma quantidade considerável de recursos de tecnologia multimídia e um estúdio de produção de televisão. O seminário logo se tornou conhecido como líder e inovador na programação religiosa e na aplicação de novas tecnologias à educação teológica. O Unido também foi um dos primeiros a oferecer currículo e pesquisa relacionados à Narrativa Bíblica, com o professor de Novo Testamento Tom Bommershine sendo creditado como o criador da disciplina.
Em 1992 criou um programa de Doutorado em Missiologia. Em 1996, um segundo campus foi estabelecido em Buffalo, Nova York, no campus do Houghton College, que existiu até 2005, quando a diretoria da faculdade decidiu desligar o campus para alocar fundos para melhorar outros programas institucionais. Outro campus já havia sido criado na Universidade de Charleston e, mais tarde transportado para West Virginia Wesleyan College. Dois anos depois de comemorar seu 130º aniversário (em 2001), o seminário formou o Instituto de Teologia Aplicada em 2003, que oferece oficinas e cursos para clérigos, líderes leigos e membros das igrejas. Em 2012, o seminário mudou o nome do Instituto de Teologia Aplicada para Escola de Discipulado e Renovação.
Em 2005, o Unido mudou seu campus de Dayton para o subúrbio de Trotwood, comprando uma propriedade que anteriormente era posse da Federação Judaica de Dayton. O campus da escola agora se localiza em um pedaço de terra de apenas oitenta acres. O prédio principal da propriedade, formalmente conhecido como Edifício Jesse Phillips, foi revitalizado, e o espaço de 78 mil pés quadrados abriga as salas de aula, escritórios, salas de estudo, livraria, estúdio de gravação multimídia e biblioteca. A Biblioteca O'Brien, que recebe o nome de dois antigos bibliotecários de longa data na faculdade, apresenta uma réplica dos Planadores Wright para comemorar a herança da aviação de Dayton e a liderança de Milton Wright (pai dos Irmãos Wright) no seminário. Também se encontra na biblioteca o Uncial 0206, que pertence aos Papiros de Oxirrinco, um grupo de manuscritos. Atualmente, a biblioteca possui mais de 150.000 livros, periódicos, artigos de revistas, materiais audiovisuais e outros recursos. A faculdade comemorou seu 140º aniversário em 2011.
O seminário também possui fortes laços com a tradição da Igreja Negra, tendo um bom número de figuras importantes no Movimento dos direitos civis dos negros nos Estados Unidos, dos quais, vários vieram a se tornar estudantes ou professores da faculdade.
Nos últimos anos, o seminário tornou-se líder na discussão sobre "renovação da igreja". Em 2012, o seminário foi nomeado um dos de crescimento mais rápido nos Estados Unidos.

## Cursos e programas
O seminário oferece os cursos de Mestrado em Divindade (M.Div.), Mestrado em Estudos Teológicos (MTS) e Mestrado em Ministérios Cristãos (MACM), todos em nível de mestrado, bem como, diploma de Doutor em Ministério (D.Min.), no nível doutorado. Os alunos do programa de Mestrado em Divindade podem escolher uma série de disciplinas para se aprofundarem, tais como Renovação da Igreja, Teologia Pastoral e Estudos Wesleyanos. Existe a opção de ensino online para os alunos que vivem em áreas geográficas que não são facilmente acessíveis.
O programa de Doutorado em Ministério é um dos maiores dos Estados Unidos. A faculdade também abriga a Escola de Discipulado e Renovação, que inclui o Centro Pohly de Formação de Supervisão e Liderança, o Centro de Ministério Urbano, o Centro de Adoração, Pregação e Artes, o Centro de Mulheres Harriet L. Miller e o Centro de Ministérios hispânicos /latinos, que oferecem aulas para estudantes matriculados, clérigos e líderes leigos. 
Desde fevereiro de 2013 o Unido abriga uma Academia Cristã Hispânica (com ensino em espanhol). Oferece também um curso com estudos da Igreja Metodista Unida para a preparação de pastores para as igrejas da denominação, bem como a Casa de Estudos da Igreja Unida de Cristo, que é voltada para alunos ligados à Igreja Unida de Cristo, onde também são preparados para o ministério e liderança nos contextos da denominação.

## Alunos notáveis
- Jeremiah Wright (D.Min.) - Pastor sênior de longa data da Igreja da Trindade Unida em Cristo, de Chicago. Pastor do presidente Barack Obama por quase duas décadas; figura importante na teologia negra.
- Floyd H. Flake (D.Min.) - Pastor da Catedral Greater Allen A.M.E, em Jamaica, Queens, Nova Iorque. Presidente da Universidade Wilberforce e membro da Câmara dos Representantes dos Estados Unidos.
- Vashti Murphy McKenzie (D.Min.) - Primeira mulher a se tornar bispa na Igreja Episcopal Metodista Africana; membra do Escritório da Casa Branca de Parcerias de Vizinhança e Baseadas na Fé.
- Dwight Clinton Jones  (D.Min.) - Pastor e ex-prefeito de Richmond, Virgínia. Ex-membro da Câmara dos Delegados da Virgínia.
- Howard Storm (M.Div.) - Ex-ateu e professor da Universidade do Norte do Kentucky que ganhou fama e se tornou pastor após ter tido uma experiência de quase-morte.
- Melvin O. McLaughlin (M.Div.) - Membro da Câmara dos Representantes dos Estados Unidos e presidente do York College.
- Dave Koehler- (M.Div.) - Senador do estado de Illinois.
- William D. Morrow (D. Min) - Superintendente Geral das Assembleias Pentecostais do Canadá (PAOC), e presidente do Colégio e Seminário de Mestrado, instituição de  ensino superior ligada as Assembleias Pentecostais do Canadá.

## Membros notáveis da faculdade
- Cornel West - Chegou a lecionar no programa de doutorado.
- Howard A. Snyder - Ex-professor.
- Leonard Sweet - Ex-professor e presidente do seminário.
- Tom Boomershine - Ex-professor, creditado como criador da disciplina Narrativa Bíblica.